# Coviplasm
Coviplasm est un essai clinique promu par l’Assistance publique - Hôpitaux de Paris (AP-HP) avec le soutien de l’Inserm et l’Établissement français du sang (EFS), qui consiste à évaluer l'éventuelle efficacité de la transfusion de plasma sanguin de malades guéris pour lutter contre la COVID-19. Karine Lacombe, cheffe du service des maladies infectieuses et tropicales (SMIT) de l’hôpital Saint-Antoine est l'investigatrice principale de cet essai. Pierre Tiberghien, professeur d’immunologie à l’université de Franche-Comté est l’investigateur pour l’EFS, avec le soutien de l’ensemble des équipes de la direction de la recherche et de la valorisation de l'innovation de l’EFS,,.
De nombreux autres essais visant à préciser les conditions d'utilisation et l'intérêt thérapeutique du plasma de patients guéris (sérothérapie) du Covid-19 sont conduits à travers le monde. Un consortium de chercheurs est mis en place autour de ces thérapies et un usage massif se développe aux États-Unis avant même la publication de résultats définitifs.

## Une méthode ancienne utilisée récemment
La Revue du praticien note que le principe utilisé s'appuyant sur l'usage des anticorps de patients guéris pour en soigner d'autres a été testé dès avant la découverte des antibiotiques. Ainsi, au début du XXe siècle, « les sérums de patients convalescents étaient déjà utilisés pour endiguer les flambées de maladies virales telles que la poliomyélite, la rougeole, les oreillons et la grippe. »  Des études cliniques mises en place lors de la pandémie de grippe H1N1 de 1918  ont donné des résultats positif avec une mortalité plus faible chez les patients receveurs. 
Plus récemment, la méthode a été utilisée  pour le virus de la grippe A (H1N1) de 2009-2010  puis sur celui d'Ebola en 2013. Dans ces deux cas les essais ont été concluants.
80 patients atteints du SRAS à Hong Kong ont également vu leur pronostic s'améliorer. Sur la base de ces expériences, les principaux risques connus semblent être ceux classiquement associés à des transfusions de produits sanguins.

## Essais antérieurs en Chine
Dès fin janvier 2020, l'immunologiste américain Arturo Casadevall (en) a proposé que cette voie thérapeutique soit utilisée. 
À la suite de cette proposition, en janvier, une étude de cas sans groupe contrôle sur cinq sujets, puis en février une étude pilote avec groupe de contrôle sur 2x10 sujets sont mises en œuvre en Chine. Dans la seconde étude, sur les 10 patients traités par plasma convalescent, 3 sont guéris, 7 très améliorés, alors que dans le groupe de contrôle, 3 patients sont décédés, 6 seront stables et 1 amélioré .On ne note pas d'effets secondaires.  Un autre essai sans groupe contrôle sur 6 patient est publié un peu plus tard.  
La Chine décide dès février de lancer un appel aux dons de plasma, ce qui permettra de traiter 245 personnes dont 91 seront guéris dès le 28 février . 
L'agence de presse chinoise annonce en avril avoir traité à Wuhan plus de 500 patients à partir du plasma d'un millier de donneurs  . 

## Un axe de recherche encouragé par le BRN de l'OMS
Dès 2017, le Réseau des Organismes Nationaux Régulateurs du sang (Blood Regulators Network - BRN) de l'OMS valide d'une manière générale la méthode "lorsque les vaccins et les antiviraux ne sont pas disponibles pour un virus émergent",. Dès février 2020, ce même réseau mentionne qu' "il est recommandé d'explorer des études scientifiques sur la faisabilité et l'efficacité médicale de la collecte et de l'utilisation de plasma ou de sérum de convalescent par des essais cliniques qui peuvent être réalisé dans le même temps que leur utilisation empirique" . Le Réseau ajoute que "les organismes de réglementation devraient permettre d'avancer dans cette voie en fixant les conditions réglementaires appropriées pour la collecte de plasma ou de sérum convalescent, pour la conduite éthique des études cliniques ainsi que pour la surveillance et la communication des résultats évaluables pour les patients". 

## Historique de l'essai français
La première phase de l'essai français a commencé le 7 avril 2020 avec le prélèvement par plasmaphérèse de malades français guéris de la Covid-19 dans les régions Île-de-France, Grand Est et Bourgogne-Franche-Comté. Dès le 16 avril, une dizaine de malades à un stade précoce de la maladie ont reçu du plasma. Dans l'Est Républicain du 3 mai, le docteur Pascal Morel, chargé de la recherche et de la valorisation des produits sanguins pour l’Établissement français du sang, annonce que des premiers résultats devraient être disponibles d'ici 10 à 15 jours.
L'ANSM autorise le 29 avril l'utilisation de plasma convalescent hors essai clinique,, faisant suite à une recommandation de la Commission européenne du 8 avril.

## Protocole
Le protocole de l'EFS organise la collecte de 600 ml de plasma chez environ 200 patients volontaires, guéris depuis au moins 14 jours.
Le volet d'essai thérapeutique porte sur 60 patients dont la moitié bénéficiera du traitement, l'autre moitié constituant le groupe témoin. Ils se verront injecter deux poches de plasma au 6e jour (±1) des symptômes puis, en l'absence d'intolérance, deux autres doses le lendemain. Une évaluation de l'efficacité du traitement doit avoir lieu deux à trois semaines après le début de l’essai. Si l’essai conclut à une efficacité et valide l'absence d’effets secondaires notables, le protocole devrait être élargi à d’autres régions et à un plus grand nombre de patients. L’essai clinique Coviplasm est un essai randomisé inclus dans l’essai de la plate-forme CORIMUNO-19, une étude promue par l’AP-HP permettant la réalisation d’essais contrôlés randomisés de médicaments, notamment des médicaments immuno-modulateurs, chez des patients hospitalisés pour une infection à Covid-19,.

## Études convergentes dans différents pays
Des tests similaires ont eu lieu précédemment en Chine, en Iran et aux États-Unis.  Dans ce dernier pays, la FDA a planifié en mars trois protocoles d’essais contrôlés par placebo pour tester la thérapie par plasma sanguin. Dans l’un des trois essais américains proposés, Liise-anne Pirofski (en) professeur à l’Albert Einstein College of Medicine, vise à perfuser les patients à un stade précoce de développement de la maladie afin de voir si cela évite un passage en soins intensifs. Une autre des expérimentations vise à tester l'effet préventif de la méthode pour du personnel à fort risque de contact avec le virus. Liise-Anne Pirofski souligne qu'un effet collatéral positif de la démarche découle de la fierté des donneurs d'avoir pu contribuer à sauver des vies. Dans la suite d'une initiative lancée par Microsoft, des basketteurs de la NBA guéris du Covid-19 se sont portés volontaires pour des dons de plasma.  
Toujours aux États-Unis, un consortium de chercheurs issus de 57 institutions se crée autour des professeurs Pirofski et Casadevall pour avancer sur l'utilisation du plasma des convalescents pour soigner le coronavirus (le terme anglais utilisé pour désigner la méthode est convalescent plasma therapy et le consortium s'appelle le National COVID-19 Convalescent Plasma Project.
Le 16 avril, la FDA lance un appel pour une collecte étendue du plasma de donneurs potentiels.
A la date du 7 mai, Cormac Sheridan publie dans la revue Nature une synthèse des travaux et l'état des connaissances sur l'usage du plasma dans ce contexte. Le journaliste scientifique interroge un médecin qui souligne la situation paradoxale créée par l'urgence, qui amène à ce que l'utilisation large de la thérapeutique se mette en place avant même que les preuves concrètes de son efficacité ne soient publiées. L'article se conclut sur l'idée que ce paradoxe sera résolu dans quelque temps. 
Des chercheurs iraniens rapportent avoir utilisé la méthode sur 150 patients et espèrent atteindre 200 patients traités à la mi-mai 2020.  
Des essais sont aussi prévus au Canada par un consortium de plusieurs des dizaines d’instituts, il doit profiter à 1 200 patients ; les résultats sont attendus mi-juillet. L'organisme britannique de collecte de sang a collecté en mai des poches de plasma auprès de 1000 donneurs et en fait bénéficier 500 malades. Les résultats de l'essai britannique sont attendus pour juin, mais les 23 centres de collectes du pays sont déjà mobilisés pour contacter des donneurs potentiels ,. L'étude est intégré au projet plus large REMAP-CAP ,. 
Une équipe espagnole souligne qu'au vu du nombre de personnes infectées asymptomatiques ou ayant peu de symptômes, il ne serait pas difficile de collecter suffisamment de plasma de personnes guéries, contrairement à d'autres épidémies avec des profils d'incidence/morbidité différents. 
Au niveau européen, l'European Blood Aliance coordonne les actions des différents organismes de collecte nationaux .

## Premiers résultats aux États-Unis
Un article publié début juin dans l’American Journal of Pathology rapporte les résultats d’un essai américain sur 25 patients fortement atteints et ayant des comorbidités. Les auteurs considèrent que les résultats sont encourageants et notent l’absence d’effets secondaires problématiques,. 
Néanmoins, la sérothérapie a fait l’objet de plusieurs études cliniques et les résultats d’un essai indien montrent une efficacité limitée. Celle-ci ne présente « aucun bénéfice clinique net pour les patients ».